# Cepphus grylle
El arao aliblanco (Cepphus grylle) es una especie de ave caradriforme de la familia Alcidae propia de costas rocosas del Atlántico de Norteamérica y Europa.

## Características
Es de talla media, con 32-38 cm de largo y 49-58 cm de envergadura de alas. Los adultos tienen el cuerpo negro con un parche blanco en las alas, pico negro fino y pies y piernas rojas. Muestran en vuelo el recubrimiento blanco de las alas. En invierno, las partes superiores son de color gris pálido y las inferiores son blancas. Las alas permanecen negras con grandes parches blancos en la parte más interna.

## Hábitat y distribución
Sus hábitats reproductivos son las costas rocosas, acantilados e islas de las costas del Atlántico norte del este de América del Norte llegando tan al sur como Maine, y en Europa occidental tan al sur como Irlanda. También algunas parejas crían en Alaska, donde el área de distribución de la especie se superpone a la del arao colombino. Suelen poner sus huevos en sitios rocosos cercanos al agua.

## Comportamiento
Estas aves a menudo pasan el invierno en sus áreas de reproducción, trasladándose a aguas abiertas si es necesario, pero usualmente no migran muy lejos al sur.
Se zambullen desde la superficie para buscar alimento, nadando bajo el agua. Comen principalmente peces y crustáceos, también algunos moluscos, insectos y materias vegetales.
El llamado en la estación reproductiva es un chiflido alto. La boca roja también es prominente entonces.

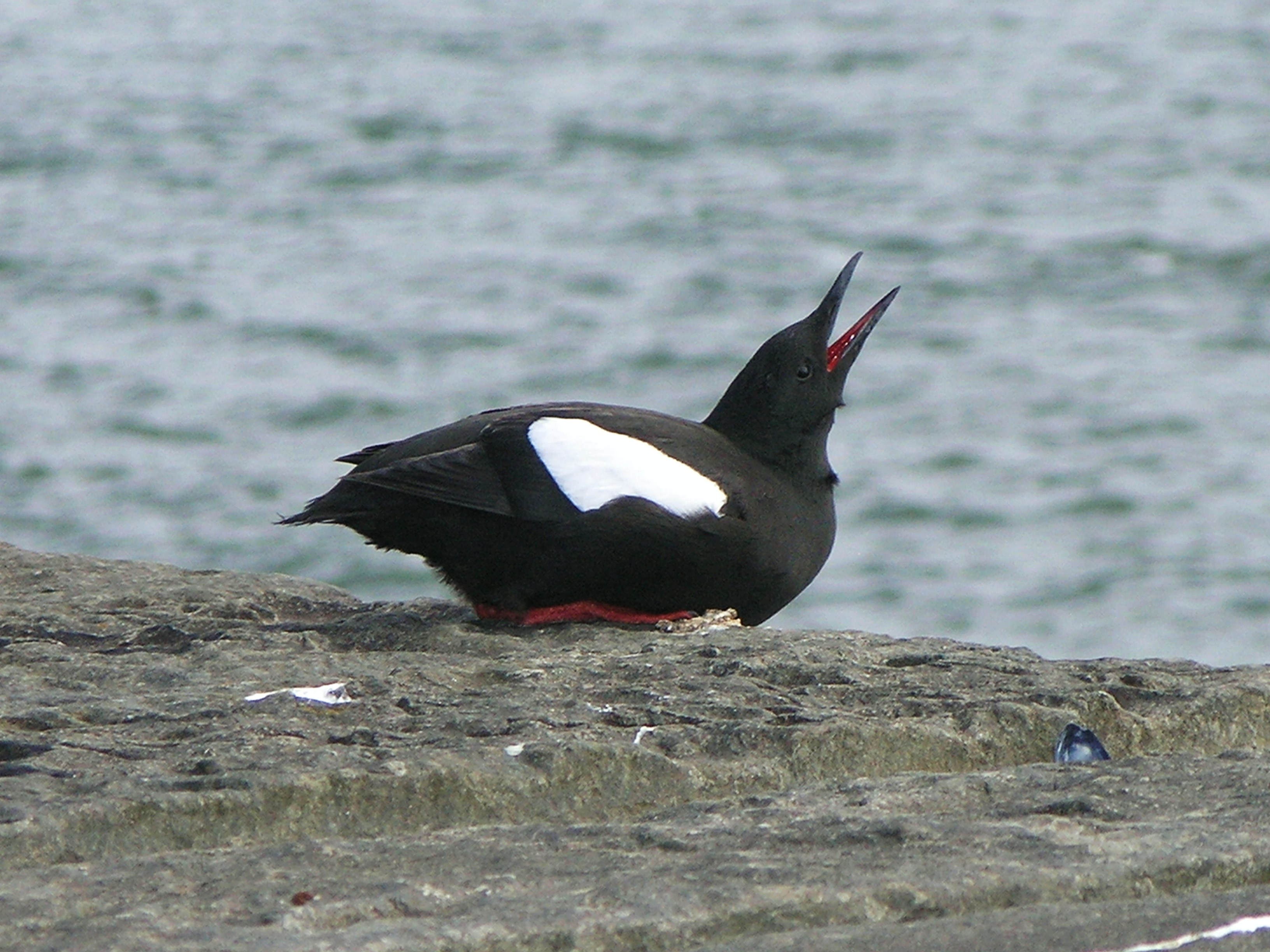
Arao Aliblanco mostrando su boca roja.

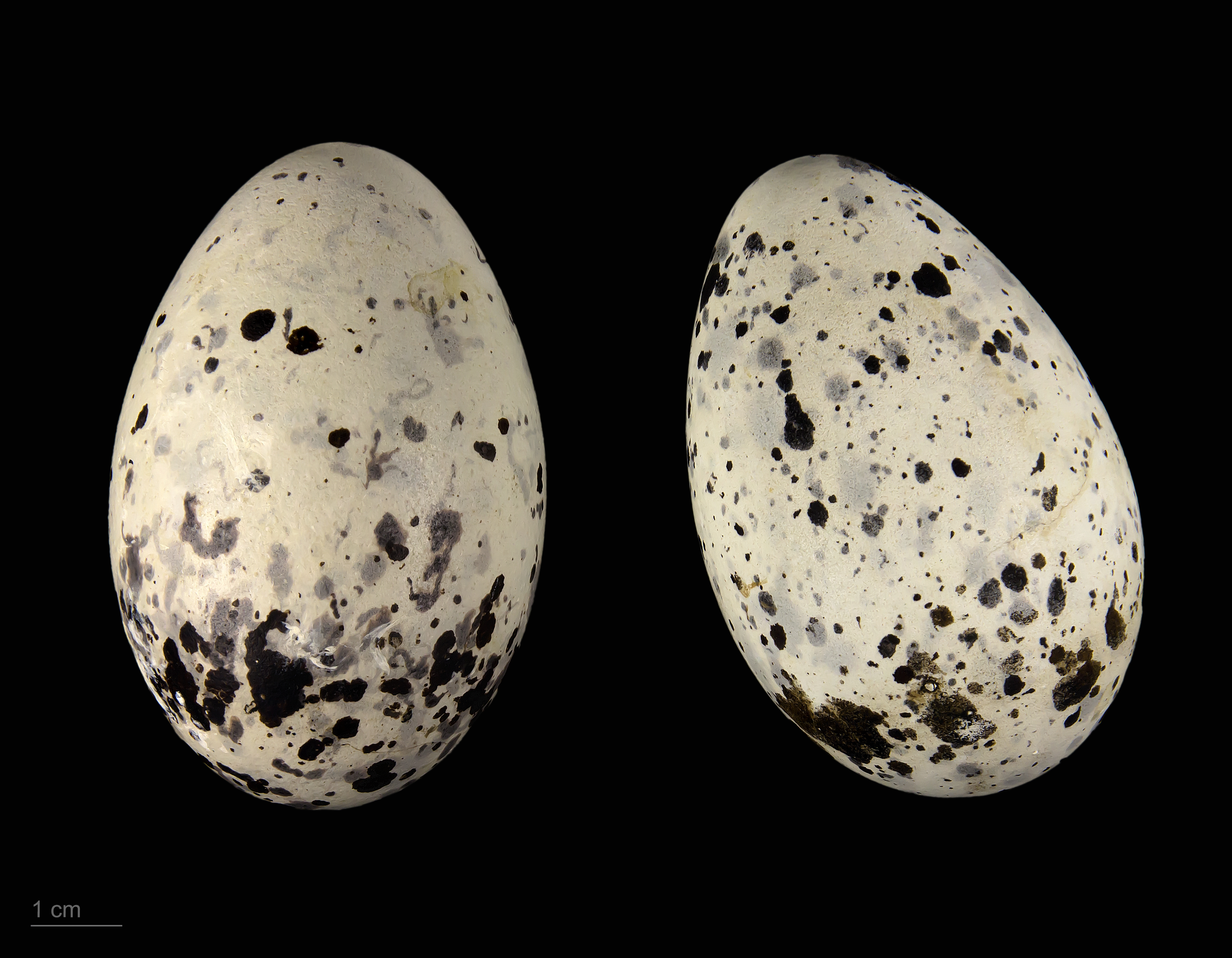
oeufs de Cepphus grylle grylle - MHNT